# Versionsgeschichte von PHP
Die Versionsgeschichte von PHP umfasst Änderungen und Funktionsneuerungen, die seit der Veröffentlichung der Programmiersprache 1995 offiziell vorgenommen wurden. Ab der Version 5 liegt der Schwerpunkt der Programmiersprache PHP verstärkt auf der objektorientierten Programmierung.
Seit PHP 5.4 wird regelmäßig jeden Monat ein Update der unterstützten Versionen veröffentlicht, zuvor erschienen diese unregelmäßig nach Bedarf.
| Legende: | Ältere Version; nicht mehr unterstützt | Ältere Version; noch unterstützt | Aktuelle Version | Aktuelle Vorabversion | Zukünftige Version |

| Haupt- version | Haupt- version | Version | Veröffentlichung  | Wichtigste Änderungen |  |
| -------------- | -------------- | ------- | ----------------- | --- |  |
| 1.x            | 1.0.x          | 1.0.0   | 8. Juni 1995      | Offiziell vom Entwickler Rasmus Lerdorf „Personal Home Page Tools (PHP Tools)“ genannt. Das ist die erste Verwendung des Begriffes „PHP“. |  |
| 2.x            | 2.0.x          | 2.0.0   | 16. April 1996    | Von den Entwicklern als das „schnellste und einfachste Tool“ zum Erstellen dynamischer Webseiten bezeichnet. |  |
| 3.x            | 3.0.x          | 3.0.0   | 6. Juni 1998      | Die Entwicklung wird nicht mehr nur von einer Person vorangetrieben. Zeev Suraski und Andi Gutmans schreiben die Codebasis für diese Version vollständig neu. |  |
| 3.x            | 3.0.x          | 3.0.18  | 21. Oktober 2000  | Fehlerbehebungen; zuvor erschienen 17 Aktualisierungen 3.0.1 bis 3.0.17 |  |
| 4.x            | 4.0.x          | 4.0.0   | 22. Mai 2000      | Einfache objektorientierte Programmierung hinzugefügt. Hinzufügen einer fortgeschrittenen zweistufigen Parser- bzw. Ausführungsmaschine, Zend Engine genannt. |  |
| 4.x            | 4.0.x          | 4.0.6   | 23. Juni 2001     | Letzte Sicherheits- und Stabilitätsaktualisierung des Entwicklungszweigs 4.0; 5 Aktualisierungen erschienen zuvor: 4.0.1 bis 4.0.5. |  |
| 4.x            | 4.1.x          | 4.1.0   | 10. Dezember 2001 | Einführung von „Superglobals“ ($_GET, $_POST, $_SESSION etc.). |  |
| 4.x            | 4.1.x          | 4.1.2   | 12. März 2002     | Letzte Sicherheits- und Stabilitätsaktualisierung des Entwicklungszweigs 4.1; zuvor erschien die Aktualisierung 4.1.1. |  |
| 4.x            | 4.2.x          | 4.2.0   | 22. April 2002    | Standardmäßige Deaktivierung von register_globals. Daten, die über ein Netzwerk empfangen werden, werden nicht direkt in den globalen Namensraum eingefügt. Damit werden potentielle Sicherheitslücken in der Anwendung verhindert. |  |
| 4.x            | 4.2.x          | 4.2.3   | 6. September 2002 | Letzte Sicherheits- und Stabilitätsaktualisierung des Entwicklungszweigs 4.2; 2 Aktualisierungen erschienen zuvor: 4.2.1 und 4.2.2. |  |
| 4.x            | 4.3.x          | 4.3.0   | 27. Dezember 2002 | Einführung von CLI als Zusatz zu CGI. |  |
| 4.x            | 4.3.x          | 4.3.11  | 31. März 2005     | Letzte Sicherheits- und Stabilitätsaktualisierung des Entwicklungszweigs 4.3; 10 Aktualisierungen erschienen zuvor: 4.3.1 bis 4.3.10. |  |
| 4.x            | 4.4.x          | 4.4.0   | 11. November 2005 | Hinzufügen von Man-Seiten für phpize und php-config-Skripten. |  |
| 4.x            | 4.4.x          | 4.4.9   | 7. August 2008    | Letzte Sicherheits- und Stabilitätsaktualisierung des Entwicklungszweigs 4.4; 8 Aktualisierungen erschienen zuvor: 4.4.1 bis 4.4.8. |  |
| 5.x            | 5.0.x          | 5.0.0   | 13. Juli 2004     | Zend Engine II mit neuem Objektmodell, das private Methoden und Attribute und Überladung erlaubt. Exceptions hinzugefügt, Reflections API, MySQLi (MySQL verbessert, objektorientiert und auf aktuelle MySQL-Versionen zugeschnitten), SQLite integriert, SimpleXML (einfacher XML-Parser, Update und Insert von Kindelementen möglich), DOM-Unterstützung.     |  |
| 5.x            | 5.0.x          | 5.0.5   | 5. September 2005 | Letzte Sicherheits- und Stabilitätsaktualisierung des Entwicklungszweigs 5.0.; 4 Aktualisierungen erschienen zuvor: 5.0.1 bis 5.0.4. |  |
| 5.x            | 5.1.x          | 5.1.0   | 24. November 2005 | Leistungsverbesserungen durch die Einführung von Compilervariablen. Datenbankabstraktionsschicht hinzugefügt (PDO). |  |
| 5.x            | 5.1.x          | 5.1.6   | 24. August 2006   | Letzte Sicherheits- und Stabilitätsaktualisierung des Entwicklungszweigs 5.1; 5 Aktualisierungen erschienen zuvor: 5.1.1 bis 5.1.5. |  |
| 5.x            | 5.2.x          | 5.2.0   | 2. November 2006  | Schnellere und effizientere Speicherverwaltung, Filtererweiterung hinzugefügt (Filtern und Verifizieren von Benutzereingaben), JSON hinzugefügt (Serialisierung von PHP-Variablen, nützlich im Zusammenspiel mit Ajax), ZIP (Auslesen und Erstellen von ZIP-Archiven) hinzugefügt, objektorientierte Datumserweiterung (DateTime und DateTimeZone) hinzugefügt. |  |
| 5.x            | 5.2.x          | 5.2.17  | 6. Januar 2011    | Letzte Sicherheits- und Stabilitätsaktualisierung des Entwicklungszweigs 5.2; 16 Aktualisierungen erschienen zuvor: 5.2.1 bis 5.2.16. |  |
| 5.x            | 5.3.x          | 5.3.0   | 30. Juni 2009     | Unterstützung von Namensräumen (Namespaces); verbesserter XML-Support durch Nutzung von XMLReader und XMLWriter; SOAP-Unterstützung, Late Static Binding, Jump label (begrenzt auf goto), Closures, Native PHP-Archive (Phar). |  |
| 5.x            | 5.3.x          | 5.3.29  | 14. August 2014   | Letzte Sicherheits- und Stabilitätsaktualisierung des Entwicklungszweigs 5.3; 28 Aktualisierungen erschienen zuvor: 5.3.1 bis 5.3.28. |  |
| 5.x            | 5.4.x          | 5.4.0   | 1. März 2012      | Traits, $this-Support in Closures, Array- und Konstruktor-Dereferenzierung, Interface JsonSerializable, Entfernung von register_globals, safe_mode und magic_quotes, vereinfachte Schreibweise für Arrays, integrierter Webserver, Binäre Notation, Unterstützung von Apache 2.4.x.                                                                             |  |
| 5.x            | 5.4.x          | 5.4.45  | 3. September 2015 | Letzte Sicherheits- und Stabilitätsaktualisierung des Entwicklungszweigs 5.4; 44 Aktualisierungen erschienen zuvor: 5.4.1 bis 5.4.44. |  |
| 5.x            | 5.5.x          | 5.5.0   | 20. Juni 2013     | Generatoren, Koroutinen, finally-Schlüsselwort, Passwort-API, Array/String-Dereferenzierung, Zend-Opcache-Extension |  |
| 5.x            | 5.5.x          | 5.5.38  | 21. Juli 2016     | Letzte Sicherheits- und Stabilitätsaktualisierung des Entwicklungszweigs 5.5; 37 Aktualisierungen erschienen zuvor: 5.5.1 bis 5.5.37. |  |
| 5.x            | 5.6.x          | 5.6.0   | 28. August 2014   | Constant scalar expressions, neue und erweiterte Operatoren, Debugger phpdbg, Upload von Dateien größer 2 Gigabyte, SSL/TLS-Verbesserungen, Umwandlung von Arrays und Traversable-Objekten in Argument-Listen u. a. |  |
| 5.x            | 5.6.x          | 5.6.40  | 10. Januar 2019   | Diverse Sicherheitsaktualisierungen; 39 Aktualisierungen erschienen zuvor: 5.6.1 bis 5.6.39. Das letzte geplante Update dieser Nebenversion, das reguläre Bugfixes enthielt, war 5.6.29. Nachfolgende Aktualisierungen beheben nur noch Sicherheitslücken. |  |
| 7.x            | 7.0.x          | 7.0.0   | 3. Dezember 2015  | Neuerungen: Neue Scalar-Type-Hints und Return-Typen, kombinierte Vergleichsoperatoren. Alle veralteten Funktionen wurden entfernt. |  |
| 7.x            | 7.0.x          | 7.0.33  | 6. Dezember 2018  | Diverse Fehlerbehebungen; 32 Aktualisierungen erschienen zuvor: 7.0.1 bis 7.0.32. |  |
| 7.x            | 7.1.x          | 7.1.0   | 1. Dezember 2016  | Optionale Nullwerte, der Void-Rückgabewert und Zugriffskontrollen auf Klassenkonstanten über public und private |  |
| 7.x            | 7.1.x          | 7.1.33  | 1. Dezember 2019  | Diverse Fehlerbehebungen; 32 Aktualisierungen erschienen zuvor: 7.1.1 bis 7.1.32. |  |
| 7.x            | 7.2.x          | 7.2.0   | 30. November 2017 | object-Return-Typ, Kryptographische Erweiterung „Sodium“, Passwort-Erweiterung kann nun mittels Argon2i chiffrieren, abstrakte Methoden können durch abstrakte Methoden in Kindklassen überschrieben werden, Zip-Erweiterung kann nun verschlüsselte Pakete extrahieren, diverse Verbesserungen und Fehlerbehebungen                                            |  |
| 7.x            | 7.2.x          | 7.2.34  | 1. Oktober 2020   | Diverse Fehlerbehebungen; 24 Aktualisierungen erschienen zuvor: 7.2.1 bis 7.2.24. Es werden nur noch Sicherheitsupdates herausgebracht bis zum 31. Dezember 2020 |  |
| 7.x            | 7.3.x          | 7.3.0   | 6. Dezember 2018  | |  |
| 7.x            | 7.3.x          | 7.3.33  | 6. Dezember 2021  | Diverse Fehlerbehebungen; 32 Aktualisierungen erschienen zuvor: 7.3.1 bis 7.3.32. |  |
| 7.x            | 7.4.x          | 7.4.0   | 28. November 2019 | Verbesserungen bei Typed Properties und Arrow Functions, Spread-Operator für Arrays, verbessertes Caching von Funktionen, Foreign function interface (FFI) |  |
| 7.x            | 7.4.x          | 7.4.33  | 3. November 2022  | Diverse Fehlerbehebungen; 30 Aktualisierungen erschienen zuvor: 7.4.1 bis 7.4.32. |  |
| 8.x            | 8.0.x          | 8.0.0   | 26. November 2020 | |  |
| 8.x            | 8.0.x          | 8.0.30  | 3. August 2023    | Diverse Änderungen. Zuvor erschienen die Aktualisierungen 8.0.1 bis 8.0.29. |  |
| 8.x            | 8.1.x          | 8.1.0   | 25. November 2021 | Enumerations, Fibers, diverse Änderungen. |  |
| 8.x            | 8.1.x          | 8.1.32  | 13. März 2025     | Diverse Änderungen. Zuvor erschienen die Aktualisierungen 8.1.1 bis 8.1.31. |  |
| 8.x            | 8.2.x          | 8.2.0   | 8. Dezember 2022  | |  |
| 8.x            | 8.2.x          | 8.2.28  | 13. März 2025     | Diverse Änderungen. Zuvor erschienen die Aktualisierungen 8.2.1 bis 8.2.27. |  |
| 8.x            | 8.3.x          | 8.3.0   | 23. November 2023 | |  |
| 8.x            | 8.3.x          | 8.3.19  | 13. März 2025     | Diverse Änderungen. Zuvor erschienen die Aktualisierungen 8.3.1 bis 8.3.18. |  |
| 8.x            | 8.4.x          | 8.4     | 21. November 2024 | |  |
| 8.x            | 8.4.x          | 8.4.5   | 13. März 2025     | Diverse Änderungen. Zuvor erschienen die Aktualisierungen 8.4.1 bis 8.4.4. |  |